# Eucereon pica
Eucereon pica är en fjärilsart som beskrevs av Walker 1855. Eucereon pica ingår i släktet Eucereon och familjen björnspinnare. Inga underarter finns listade i Catalogue of Life.